# Club Guillermo Brown
Club Social y Atlético Guillermo Brown, zwany Brown de Madryn lub skrótowo CAB – argentyński klub piłkarski z siedzibą w mieście Puerto Madryn położonym w prowincji Chubut.
W mieście Puerto Madryn są jeszcze dwa kluby - Madryn oraz Ferrocarril Patagónico.

## Osiągnięcia
- Mistrz czwartej ligi argentyńskiej (Torneo Argentino B): 2002/2003
- Mistrz ligi prowincjonalnej Liga del Valle (7): 1947, 1954, 1967, 1996, 1999, 2001, 2005

## Historia
Klub założony został 14 stycznia 1945 roku, a 25 maja 1945 roku przystąpił do rozgrywek ligi lokalnej. Inspiracją dla nazwy klubu był ojciec argentyńskiej marynarki wojennej admirał Guillermo Brown.
Klub występuje obecnie w drugiej lidze argentyńskiej Primera B Nacional.

## Stadion
Klub rozgrywa swoje mecze domowe na stadionie Estadio Raul Conti, mogącym pomieścić 12500 widzów.